# Pedro Amalio López
Pedro Amalio López (Madrid, 10 de julio de 1929- 25 de junio de 2007) fue un realizador de televisión español.

## Vida
Tras estudiar peritaje mercantil y graduado social, se convirtió en crítico cinematográfico en diversas publicaciones, labor que ejerció entre 1950 y 1955. Durante ese tiempo, además trabajó como guionista para la Escuela Oficial de Cinematográfía y para los Estudios Moro.
En 1956, cuando nace Televisión española, se incorpora al nuevo medio como realizador, participando en la primera emisión de la cadena el día 28 de octubre de ese año. Pionero de la televisión en España, durante los siguientes años realizaría todo tipo de programas, desde informativos y magazines, como Aeropuerto Telefunken a comedias como Escenas de la vida vulgar o concursos, como el primero emitido por el nuevo medio en España: Preguntas al espacio.
Sin embargo, pronto se especializaría en programas dramáticos, y en su haber figuran títulos como Silencio, vivimos (1962) y Fernández, punto y coma (1963), ambas con guiones e interpretación de Adolfo Marsillach, Tras la puerta cerrada (1963), Las doce caras de Juan (1967) con guion de Jaime de Armiñán e interpretación de Alberto Closas, la adaptación a TV de la novela El conde de Montecristo (1969), La Saga de los Rius (1976), los magazines Todo es posible en domingo (1974) y 300 Millones (1977), dirigido por Gustavo Pérez Puig, así como diversas adaptaciones en los espacios Primera Fila,  Novela y Estudio 1, destacando dentro de este último la puesta en escena de Julio César (1965)  Macbeth (1966), y Cena de Navidad (1966)
En marzo de 1983, el nuevo director de la cadena, José María Calviño, prescinde de los servicios de Pedro Amalio López, que encuentra acomodo en la Televisión de Galicia (TVG). Sin embargo en 1986 Pilar Miró lo recupera para TVE al nombrarlo Director de Producción de Programas.
En los 90 volvería a la realización, con adaptaciones de Calígula y El beso de la mujer araña (ambas en 1996) y en 2000 realiza Carlota, de Miguel Mihura, en la nueva etapa de Estudio 1.

## Premios
- Gran Premio en el Festival de Berlín (1967) a su programa Un mundo sin luz.
- Mención especial en el Festival de Televisión de Montecarlo (1969) a su programa Un nuevo rey Midas.
- Premios Ondas (1969) Nacionales de televisión: Mejor director.
- Premio de la Academia de Televisión (1999) a toda su carrera profesional.